# Botumirim
Botumirim är en kommun i Brasilien.   Den ligger i delstaten Minas Gerais, i den sydöstra delen av landet, 500 km öster om huvudstaden Brasília. Antalet invånare är 6 497.
I omgivningarna runt Botumirim växer huvudsakligen savannskog. Runt Botumirim är det mycket glesbefolkat, med 3 invånare per kvadratkilometer.